# 布洛涅城站
布洛涅城站，有时又称为"滨海布洛涅站"，是法国的一个铁路车站，位于法国北部海滨城市滨海布洛涅。

## 位置
布洛涅城站位于滨海布洛涅市区的南部，里延河（法語：La Liane）右岸。车站大致呈南北走向，开口朝西。

## 设施
布洛涅城站设有人工售票窗口，开放时间如下：
- 周一至六：6:10~19:30
- 周日及节假日：6:30~20:50

此外，布洛涅城站内还设有自动售票机、自动售货机，以及一个小型的候车室。

## 车站历史

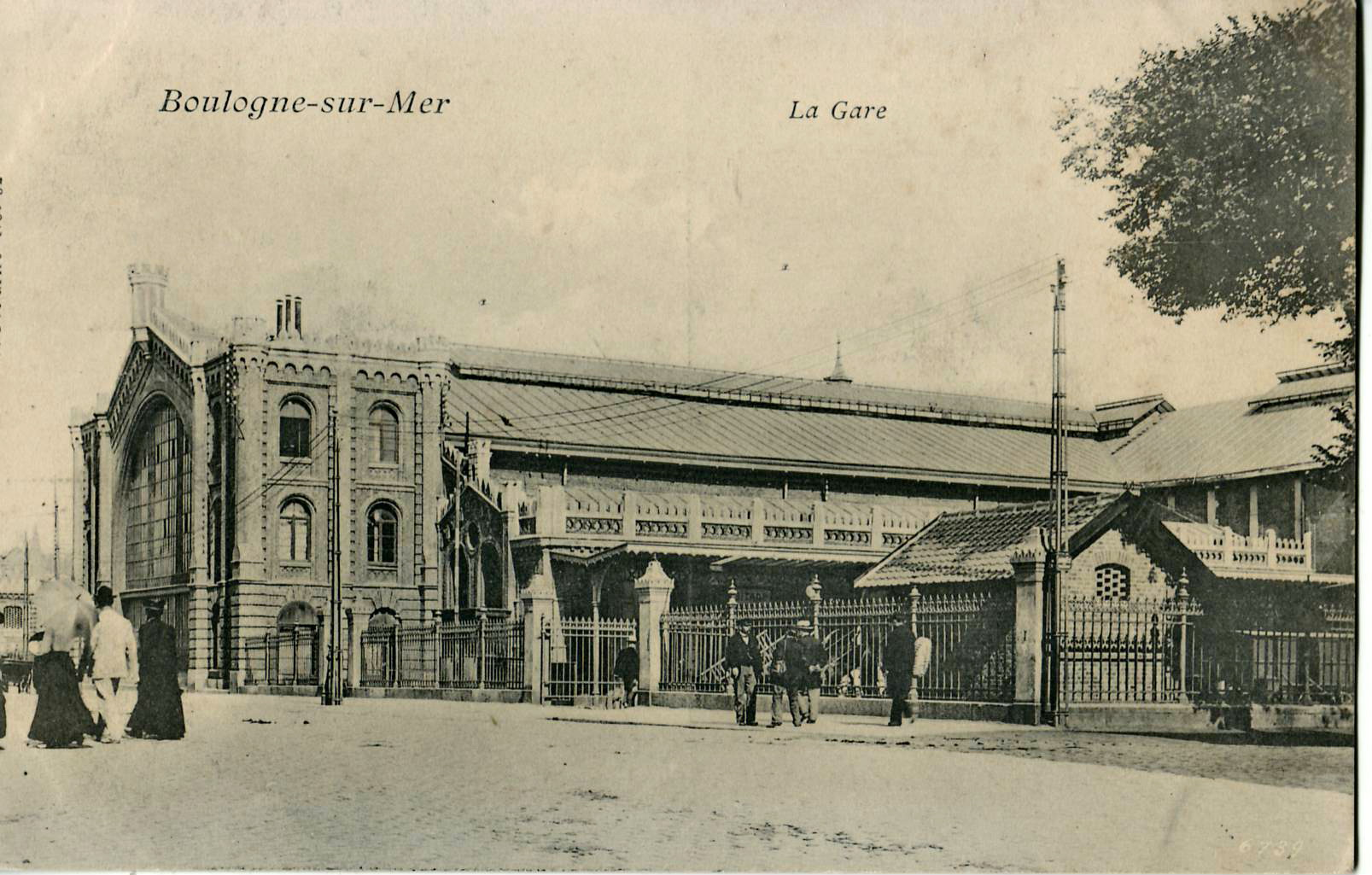
老布洛涅城站

最初的"布洛涅城站"建成于1855年，位于里延河左岸，是当时一个重要的海陆联运车站，由巴黎来此的乘客可换乘轮渡跨越英吉利海峡前往英国。
原布洛涅城站在二战时期被炸毁，二战后布洛涅城站异地重建，于1962年投入运营。
2000年，巴黎经里尔开往布洛涅城站的TGV投入运营。

## 停靠线路
以下列车线路在布洛涅城站停靠：
| 布洛涅城站列车线路表         |              |                                  |                |              |
| 线路                         | 车种         | 上一站                           | 下一站         | 大致运行频率 |
| 杭杜费列/滨海布洛涅—巴黎     | TGV          | 埃塔普勒图凯/（起点）            | 加来弗雷敦     | 每天2~3趟    |
| 杭杜费列/滨海布洛涅—里尔欧洲 | TERGV        | 埃塔普勒图凯/（起点）            | 加来弗雷敦     | 每天1~2趟    |
| 巴黎—滨海布洛涅              | INTERCITÉS   | 埃塔普勒图凯                     | （终点）       | 每天4趟左右  |
| 亚眠—加来                    | 法国大区列车 | 埃迪尼厄勒/布里克桥              | 布洛涅坦特勒里 | 每天4趟左右  |
| 阿拉斯—滨海布洛涅/加来       | 法国大区列车 | 埃塔普勒图凯/埃迪尼厄勒/布里克桥 | 布洛涅坦特勒里 | 每天2~4趟    |
| 里尔/圣波勒—滨海布洛涅       | 法国大区列车 | 埃塔普勒图凯/埃迪尼厄勒/布里克桥 | （终点）       | 每天2趟左右  |
| 杭杜费列/滨海布洛涅—加来     | 法国大区列车 | 埃迪尼厄勒/（起点）              | 布洛涅坦特勒里 | 每天1~2趟    |
| 1. 2.                        |              |                                  |                |              |

## 配套交通

### 长途客车
| 停靠滨海布洛涅的大巴车                      |                          |                                                                             |
| 上下车地点                                  | 运营单位                 | 主要目的地                                                                  |
| 布洛涅城站门口                              | SNCF                     | 阿拉斯 当某条铁路线施工或罢工时，SNCF可能也会提供途径该线路沿途站点的大巴车 |
| 布洛涅城站门口                              | 加来海峡省城际客运 Oscar | 加来、欧丹冈                                                                |
| 滨海布洛涅市区内各地 （页面存档备份，存于） | 加来海峡省城际客运 Oscar | 马尔吉斯、科尔蒙、杜多维尔、利克、代夫勒、埃尔韦兰冈、勒蒂                  |
| 1. 2. 3.                                    |                          |                                                                             |

### 市内交通
| 布洛涅城站附近的市内公交线路 |                |                                   |
| 公交车站名称                 | 位置           | 停靠线路                          |
| Gare SNCF                    | 布洛涅城站门口 | A线、C线、D线、E线、F线、I线、K线 |
| 1.                           |                |                                   |

## 临近车站
| 布洛涅城站（Gare de Boulogne-Ville） |                  |                  |
| 上行车站                             | 线路             | 下行车站         |
| 布里克桥站                           | 隆戈－布洛涅铁路 | （终点）         |
| （起点）                             | 布洛涅－加来铁路 | 布洛涅坦特勒里站 |
| - 本表仅显示运营中的线路及车站       |                  |                  |